# 세라 로즈 카
세라 로즈 카(Sarah Rose Karr, 1984년 9월 13일 ~ )는 미국의 배우이다.

## 출연 작품
- 베토벤